# أمن العتاد
أمن العتاد هو فرع من فروع أمن المعلومات يُعنى بحماية المكوّنات المادية للحواسيب والأجهزة الإلكترونية من التلاعب، والتجسس، والهجمات المادية والرقمية. يهدف هذا النوع من الأمن إلى ضمان سلامة العتاد من الثغرات الأمنية التي قد تُستغل على مستوى الأجهزة، بما في ذلك المعالجات، والذاكرة، والدارات الإلكترونية، ووحدات التخزين.
بعكس أمن البرمجيات الذي يركّز على حماية البرمجيات من الفيروسات والاختراقات، فإن أمن العتاد يتعامل مع التهديدات التي تستهدف البنية الفيزيائية للأجهزة، سواء عبر تلاعب مباشر بها أو عبر استغلال تصميمها الداخلي.

## التهديدات في أمن العتاد
توجد عدة أنواع من التهديدات التي تستهدف العتاد مباشرة، من أبرزها: الهجمات الجانبية: تقنيات تعتمد على ملاحظة استهلاك الطاقة أو الانبعاثات الكهرومغناطيسية أو الزمن اللازم للتنفيذ بهدف استنتاج المعلومات السرية. الهندسة العكسية: تحليل العتاد لفهم بنيته الداخلية، مما يسمح للمهاجمين باكتشاف نقاط ضعف أو تقليد الأجهزة. التلاعب الفيزيائي: مثل نزع المكونات، أو تعديل التوصيلات، أو استخدام أدوات دقيقة لفحص الشرائح. الخلفيات المزروعة (Backdoors): تعليمات مضمّنة داخل العتاد تسمح بالتحكم أو التجسس دون علم المستخدم.

## تقنيات الحماية
يعتمد أمن العتاد على مجموعة من التقنيات المتقدمة، منها: الوحدات الموثوقة (TPM): شرائح تُدمج في اللوحة الأم لتخزين المفاتيح التشفيرية ومعلومات التمهيد الآمن. الوظائف غير القابلة للاستنساخ (PUF): خصائص فيزيائية فريدة للعتاد تُستخدم لإنشاء بصمة رقمية يصعب تكرارها. وحدات التشفير المادية (HSM): أجهزة مستقلة مخصصة لتنفيذ عمليات التشفير والتوقيع الرقمي. التمهيد الآمن (Secure Boot): آلية تضمن تحميل نظام التشغيل فقط من مصادر موثوقة.

## تطبيقات أمن العتاد
يُستخدم أمن العتاد في العديد من المجالات، منها: البطاقات الذكية: مثل بطاقات الهوية والبطاقات البنكية وبطاقات SIM. الهواتف الذكية: حيث تتضمن أنظمة حماية مدمجة في المعالج والعتاد. الأنظمة الصناعية والعسكرية: لحماية التقنيات الحساسة من التجسس والتخريب. مراكز البيانات والحوسبة السحابية: لحماية الأجهزة من التلاعب والنسخ غير المصرّح به.

## التحديات والاتجاهات الحديثة
رغم تطور أمن العتاد، إلا أن هناك تحديات قائمة: التحديث المحدود مقارنة بالبرمجيات. التكلفة العالية لتصميم عتاد آمن. تعقيد سلسلة التوريد والتصنيع. الهجمات المتقدمة، خاصة ضمن بيئات التنفيذ الموثوقة. ومع تطور الذكاء الاصطناعي والأنظمة القابلة للبرمجة، تبرز تحديات جديدة في تصميم وتنفيذ تقنيات أمن العتاد.

## أنظر أيضًا
- أمن المعلومات
- أمن البرمجيات
- تشفير
- أمن الشبكات
- هندسة عكسية

## وصلات خارجية
- صفحة أمن العتاد - المعهد الوطني للمعايير والتقنية NIST الإنجليزية